# Miha Humar
Miha Humar, slovenski inženir lesarstva in univerzitetni profesor na Biotehniški fakulteti v Ljubljani, * 1975

## Delo
Po zaključenemu študiju lesarstva se je na Biotehniški fakulteti zaposlil kot raziskovalec ter tu kasneje zaključil doktorski študij in prejel Jesenkovo nagrado. Po doktoriranju je sprva na fakulteti deloval kot asistent, leta 2015 pa je postal redni profesor na področju patologije in zaščite lesa. Leta 2016 je postal dekan Biotehniške fakultete, leta 2018 pa prodekan. Humar je aktiven član več znanstvenih in uredniških odborov. Skupaj s Hojko Kraigher je že od leta 2009 odgovoren za organizacijo letnega znanstvenega srečanja Gozd in les. Koordiniral je več ARRS aplikativnih in CRP projektov ter njihove raziskovalne programe. Svoje spoznanja je objavil v več kot 200 znanstvenih člankih, od tega 160 v revijah s faktorjem vpliva. Je tudi soavtor dveh mednarodnih patentov . Na podlagi teh patentov je bil razvit in komercializiran biocidni proizvod Silvanolin, ki je še danes najpomebnejši proizvod za industrijsko impregnacijo lesa v Sloveniji. Trenutno raziskovalno delo obravnava probleme vrednotenja življenjske dobe lesa, razvoja klasičnih biocidnih in nebiocidnih rešitev za zaščito lesa. V te namene je postavil prvo celovito terensko polje, kjer potekajo poljski preizkusi. Poleg tega se vedno bolj posveča lesu v kulturni in tehnični dediščini. Sodeloval je pri oceni stanja lesa v številnh objektih (Partizanska bolnica Franja, Prešernova rojstna hiša, Rotovž Maribor, Villa de Seppi - Hrastnik, Rudnik Sitarjevec, Dom v Kamniški Bistrici, Grad Leskovec, Grad Negova, Ruardova graščina Jesenice, Muzej na prostem Zaprice, Mali grad Kamnik, Javorca, Celjski strop, Jarmovi kipi v Ribnici in Kočevju ...). Leta 2022 je na Bledu organiziral 53 letno konferenco o Zaščiti lesa (International research Group for Wood Protection IRG/WP) za kar je bil nagrajen s častnim nazivom Kongresni ambasador.

## Odgovornosti
- Namestnik prodekanje za področje lesarstva na Biotehniški fakulteti (2010 - 2012)
- Prodekan za področje Lesarstva na Biotehniški fakulteti (2012 - 2014)
- Prodekan za znanstveno raziskovalno delo Biotehniške fakultete Univerze v Ljubljani (2014 - 2016)[2]
- Dekan  Biotehniške fakultete Univerze v Ljubljani (2016 - 2018)[2]
- Prodekan za gospodarske zadeve in razvoj  Biotehniške fakultete Univerze v Ljubljani (2018 - 2020)[2]
- Prodekan za gospodarske zadeve in razvoj Biotehniške fakultete Univerze v Ljubljani (2020 - 2022)[2]
- Predstojnik Katedre za lesne škodljivce, zaščito in modifikacijo lesa (2016 - )[9]
- Član Znanstvenega sveta ZRC-SAZU (2024 - 2028)

## Uredniško delo in organizacija konferenc
- Odgovorni urednik revije Les (2009 - 14)
- Gostujoči urednik revije Forests (2018-19; 2020-22)[10]
- Član uredniškega odbora revije Les, (2007 -)[11]
- Član uredniškega odbora revije Gozdarski vestnik (2019 -)[12]
- Član uredniškega odbora Wood Resarch (2013 -)
- Član uredniškega odbora Wood Material Science & Engineering (2017 -)[13]
- Član uredniškega odbora International Biodegradation and Biodeterioration (2014 -)[14]
- Član uredniškega odbora SN Applied Sciences (2020 - 23)[15]
- Pridružen urednik (Associate Editor) SN Applied Sciences (2023 - )[15]
- Član uredniškega odbora International Wood Products Journal (2024 - )[16]

## Članstva
- So-ustanovitelj in prvi predsednik Alumni kluba Oddelka za lesarstvo BF, UL (2008 - 12)
- Član strokovnega sveta pri Družbi Slovenski državni gozd SIDG (2017 – 22; 2022 - 26)[17]
- Član strokovnega sveta pri strateškem inovacijskem partnerstvi Pametne zgradbe in dom z lesno verigo (2016 -).
- Predsednik Znanstvenega sveta Biotehniških ved ARRS (2021 - 25)[18]
- Član strokovnega sveta (Scientific Programme Comitte) mednarodnega društva o zaščiti lesa (International research Group for Wood Protection IRG/WP) (2012 - 18) [7]
- Član upravnega odbora (Executive committee) mednarodnega društva o zaščiti lesa (International research Group for Wood Protection IRG/WP) (2018 - 22) [7]
- Član Sveta za gozdno-lesno verigo pri Ministrstvu za kmetijstvo, gozdarstvo in prehrano (2022 - 27)[19]
- Član nacionalne komisije za inovacije pri Gospodarski zbornici Slovenije[20] (2019 -)
- Podpredsednik mednarodnega društva o zaščiti lesa (International research Group for Wood Protection IRG/WP) (2023 - 2025)
- Predsednik mednarodnega društva o zaščiti lesa (International research Group for Wood Protection IRG/WP) (2025 - 2028)[21]
- izredni član SAZU v razredu za naravoslovne vede (2023 -)

## Nagrade in priznanja
- IRG Ron Cockroft Award, International Research Group on Wood Preservation (1998)
- Jesenkova nagrada Biotehniške fakultete za najboljšega doktoranda (2003)[22]
- Priznanje Biotehniške fakultete (skupinsko Katedri za patologijo lesa) 2008
- Posebno priznanje Zveze lesarjev Slovenije (skupinsko) 2011
- Pohvala Biotehniške fakultete za uspešno pedagoško delo (2006, 2010, 2014)
- Nagrada za Naj inovacijo iz RR organizacij na Forumu Inovacij (2014)
- Puhovo priznanje za dosežke v lesarstvu (2016)[23]
- Priznanje Biotehniške fakultete za izgradnjo lesenega prizidka Oddelka za lesarstvo (skupinsko) (2016)
- Nagrada za izvrstnega recenzenta pri reviji International Biodegradation and Biodeterioration (2016, 2017)
- Zlata plaketa Univerze v Ljubljani (2019)[24]
- Uvrstitev v skupino 2% najboljših raziskovalcev na področju delovanja (Stanfordska lestvica) (2020, 2021, 2022, 2023)[25]
- Kongresni ambasador Slovenije za leto 2022[8]
- Zahvala Gozdarskega inštituta Slovenije za izjemno znanstveno-strokovno sodelovanje (2022)
- Članek o lastnostih lesa Duglazije je bil izbran med izbor dosežkov Odlični v znanosti 2023 s strani ARIS[26]
- Priznanje za "Outstanding Editors and Peer Reviewers" revije založbe Springer Nature: Discover Applied Sciences (2024)[27]

## Projekti[28]
- Koordinator programske skupine  P4-0015 - Les in lignocelulozni kompoziti (2009 - )
- Koordinator velikega temeljnega projekta ARIS J7-50231 - GROWTH: Rastni potencial in lastnosti lesa izbranih drevesnih vrst različnih provenienc: možnosti zaščite z modifikacijo in izzivi pri odzivanju na podnebne spremembe (2024-2027) [29]
- Koordinator projekta V4-2017 - Izboljšanje konkurenčnosti slovenske gozdno-lesne verige v kontekstu podnebnih sprememb in prehoda v nizko-ogljično družbo (2020 - 2023)
- Koordinator projekta L4-5517 - Preprečevanje vlaženja lesa, kot merilo učinkovitosti zaščite lesa pred glivami razkrojevalkami (2013 - 2016)
- Koordinator projekta V4-1139 - Določitev ogljičnega odtisa primarnih lesnih proizvodov (2010 - 2012)
- Koordinator projekta V4-1010 - Možnosti za prestrukturiranje slovenske lesne industrije (2010 - 2012)
- Koordinator projekta L4-0820 - Uporaba vodnih emulzij montana in karnauba voskov za zaščito lesa pred glivami (2008 - 2011)
- Koordinator projekta L4-7163 - Racionalna raba lesa v kontekstu trajnostnega gospodarjenja z gozdovi (2005―31.8.2008)
- Koordinator projekta L4-6209 - Razvoj anorganskih zaščitnih sredstev za les brez kromovih spojin (2004 - 2007)
- Vodja delovnih skupin pri industrijskih projektih v okviru pametne specializacije (TIGR4smart, Iqdom in Woolf) (2017-2022)
- Član projektne skupine H2020 Wintherwax – Fast track to inovations (2016-2018)
- Vodja slovenskega dela projekta v okviru iniciative ERA NET Wood wisdom net – ReWoBioRef (2014-2017)
- Vodja slovenskega dela projekta: Interreg Slo-Ita Durasoft - Innovative technologies to improve the durability of traditional wooden structures in socio-ecologically sensitive environments (2020-2022)[30]
- Vodja slovenskega dela projekta: ONEforest – H2020, (2021 –2024) Multi-criteria decision support system for a common forest management to strengthen forest resilience, harmonise stakeholder interests and ensure sustainable wood flows[31]
- Koordinator Innterreg projekta Italija-Slovenija: WoodInnovate - Naslavljanje podnebnih izzivov preko valorizacije lesa poškodovanega v ujmah v Alpsko-Jadranski regiji (2025-2027)
- Koordinator projekta na temo občanske znanosti: Lesene strehe: žagane ali klane? ARIS (2025-2026)

## Zasebno življenje
Miha Humar z družino živi v Komendi.